# Међународни аеродром Аурел Влајку Букурешт
Међународни аеродром Аурел Влајку (IATA: BBU, ICAO: LRBS) (опште познат као аеродром Банеаса или градски аеродром Букурешта) налази се у округу Банеаса, северно од Букурешта. Име је добио по Аурелу Влаикуу, румунском инжењеру, проналазачу, конструктору авиона и једном од првих пилота, и био је једини комерцијални аеродром у Букурешту до 1969., када је аеродром Отопени (данас Међународни аеродром Хенри Коанда ) отворен за цивилну употребу.
До марта 2012. када је претворен у пословни аеродром, Међународни аеродром Аурел Влајку био је други аеродром у Румунији по ваздушном саобраћају и чвориште нискотарифних авио-компанија у Букурешту.

## Историја

### Оснивање и ране године
Први летови у области Банеасе одиграли су се 1909., а извршио их је француски пилот и пионир авијације Луј Блерио.  1912. једну од првих школа летења у Румунији отворио је на аеродрому Банеаса Ђорђе Валентин Бибеску. Због тога је аеродром Банеаса најстарији аеродром који континуирано ради у Источној Европи и сврстава га међу пет најстаријих аеродрома на свету. 
1922. аеродром је био седиште прве авио-компаније у Румунији, и једне од најранијих на свету, ЦФРНА (Француско-румунска компанија за ваздушну навигацију), претече румунске националне авио-компаније ТАРОМ.  1923. ЦФРНА је изградила индустријске објекте за одржавање авиона у Банеаси. Ови објекти су претходили ваздухопловној компанији Ромаеро.  Током Другог светског рата, аеродром су користиле и румунске и немачке јединице као центар за поправку авиона, а служио је и као седиште Румунске беле ескадриле. Аеродром је углавном имао травнату површину са једном аеродромском површином дуга 940 метара бетонска писта изграђена 1942. 
Садашња зграда терминала је пројектована крајем 1940-их и отворена је 1952. У то време се сматрао једним од најлепших архитектонских обележја Букурешта. Зграда се састоји од централне куполе са три различита крила која представљају пропелер авиона са три лопатице. 
Током комунистичког периода, аеродром Банеаса је био домаће чвориште компаније ТАРОМ, док је аеродром Отопени коришћен као међународно чвориште. Почетком 2000-их ТАРОМ је преселио све своје активности у Отопени (преименован у Међународни аеродром Хенри Коанда).

### Нискобуџетна „инвазија“ из 2007.
Од јануара 2007. нискотарифне авио-компаније Wizz Air, EasyJet и Germanwings почеле су да успостављају европске руте из Банеасе. Аеродром је 2007. био затворен од 10. маја до 19. августа због радова на реновирању. Сви летови током овог периода су премештени на Међународни аеродром Хенри Коанда. Реновирање је обухватило комерцијалне просторе, ресторане, ВИП салон и паркинг са 300 места. Писта и системи осветљења су такође потпуно ремонтовани. Процењени трошак је био 20 милиона евра. 

### Претварање у пословни аеродром и поновно отварање
У марту 2012. Банеаса је била посвећена пословном ваздушном саобраћају. Последњи путнички ваздушни саобраћај пребачен је на Међународни аеродром Анри Коанда 25. марта 2012. 
Током 2017. и 2018., одржане су јавне расправе које је организовала компанија за управљање, а на којима је сугерисано да би аеродром могао бити поново отворен за редовне летове, након радова на реновирању, који би могли бити завршени за две године од почетка.   У јуну 2019. објављено је да ће аеродром поново бити отворен за комерцијалне летове почетком 2020.. 
Аеродром је поново отворен 1. августа 2022. након 10 година реновирања и 110 година од оснивања. Први планирани лет је обављен 20. априла 2023. за Анталију. Интересовање за рад на новом аеродрому већ су показале авио-компаније као што су Ryanair и FlyOne, али и домаћи превозници, као што је AirConnect.  

## Авио-компаније и дестинације
Следеће авио-компаније обављају летове на међународном аеродрому Аурел Влајку:
| Airlines | Destinations |
| -------- | --- |
| Fly Lili | Seasonal charter: Antalya, Bodrum, Enfidha, Hurghada, Sharm El Sheikh                                                   |
| Wizz Air | Abu Dhabi, Budapest, Kraków, London–Luton, Naples, Warsaw–Chopin (begins 9 June 2025), Wroclaw (begins 9 December 2025) |

## Копнени превоз

### Друмски саобраћај
Аеродром се налази 8 км северно од центра Букурешта и доступан је аутобуским и трамвајским линијама. Таксији и услуге дељења вожње су такође присутни и доступни.

### Метро
Продужетак букурешког метра до станице Аурел Влајку, као метро линија М6, која ће га повезати са Главном железничком станицом и већим међународним аеродромом Хенри Коанда, одобрен је у јуну 2006. и тренутно је у изградњи.